# シオカラトンボ
シオカラトンボ（塩辛蜻蛉、Orthetrum albistylum speciosum）は、湿地帯や田などに生息する中型のトンボである。日本全土のほか、ロシア（極東）、中国、韓国、台湾などに分布する。平地の湿地やため池にいるごく普通な種で、市街地などにも広く見られるため、日本では最もよく親しまれているトンボの一つである。

## 特徴

### 成虫
体長50-55 mm、後翅の長さは43 mm前後の中型のトンボ。雌雄で大きさはあまり変わらないが、老熟したものでは雄と雌とで体色が著しく異なっている。雄は老熟するにつれて体全体が黒色となり、胸部から腹部前方が灰白色の粉で覆われるようになってツートンカラーの色彩となる。この粉を塩に見立てたのが名前の由来である。塩辛との関係はない。雌や未成熟の雄では黄色に小さな黒い斑紋が散在するので、俗にムギワラトンボ（麦藁蜻蛉）とも呼ばれる。稀に雌でも粉に覆われて"シオカラ型"になるものもあるが、複眼は緑色で、複眼の青い雄と区別できる。

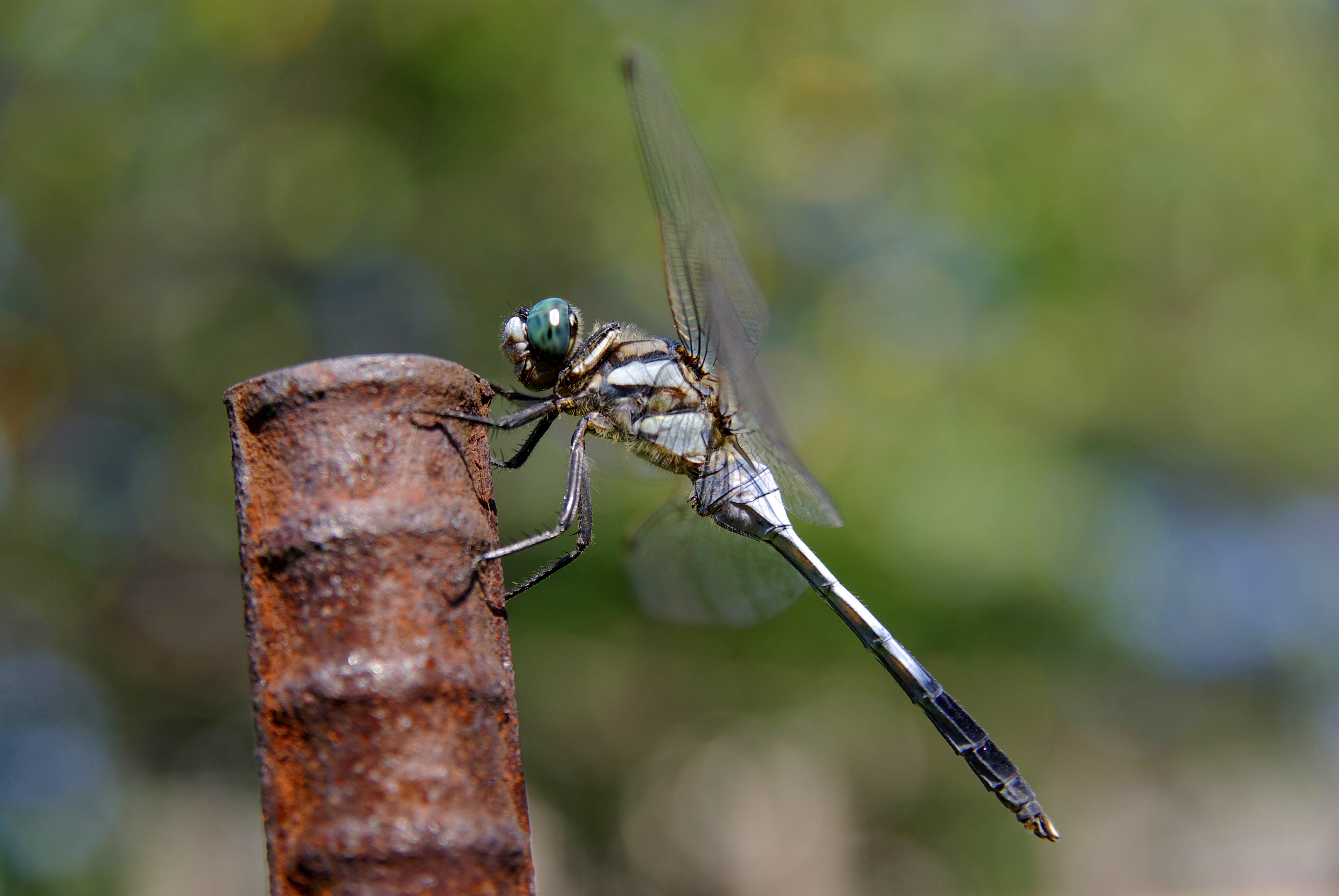
鉄筋に留まるオス
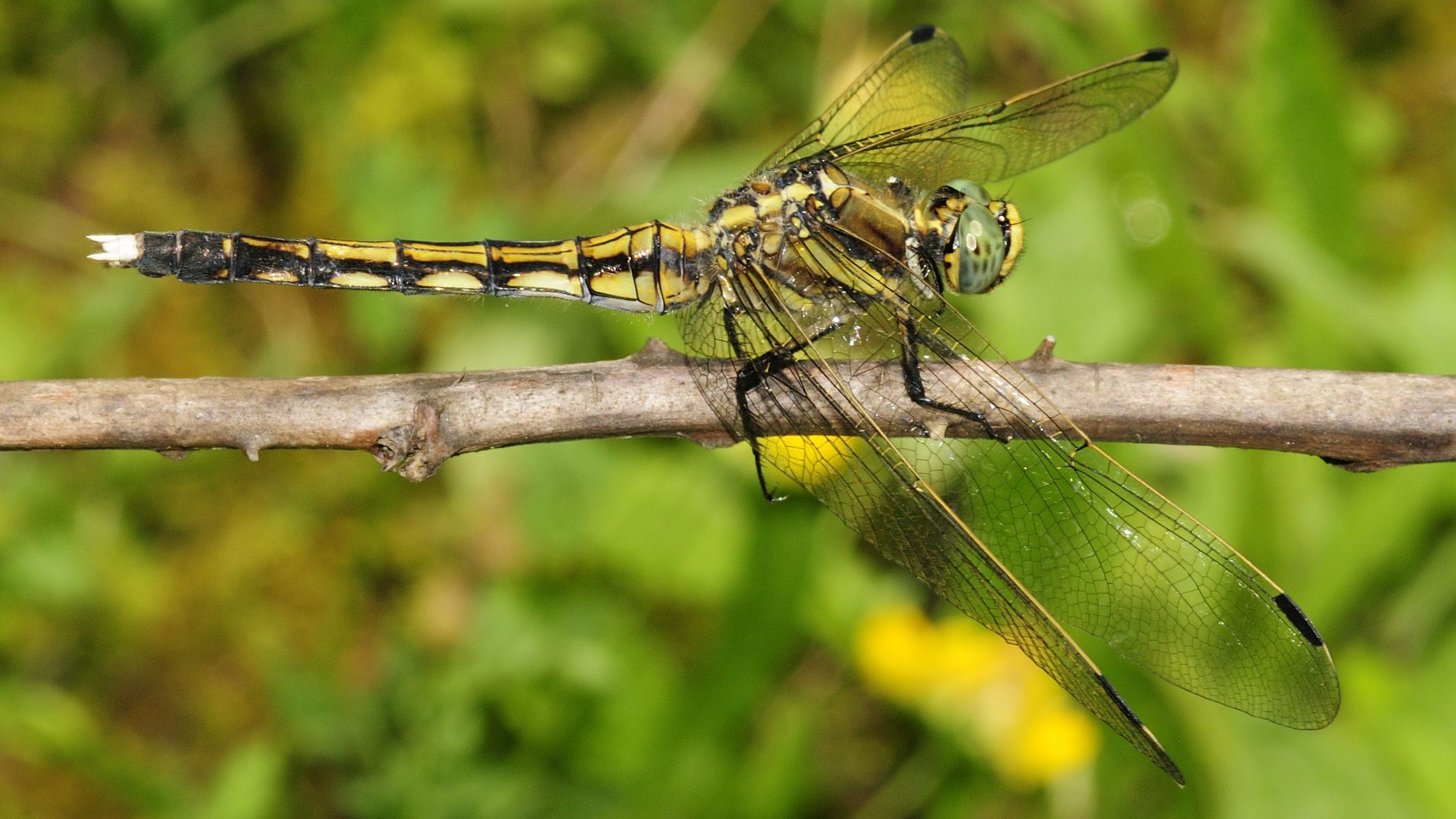
ムギワラトンボ(メス)
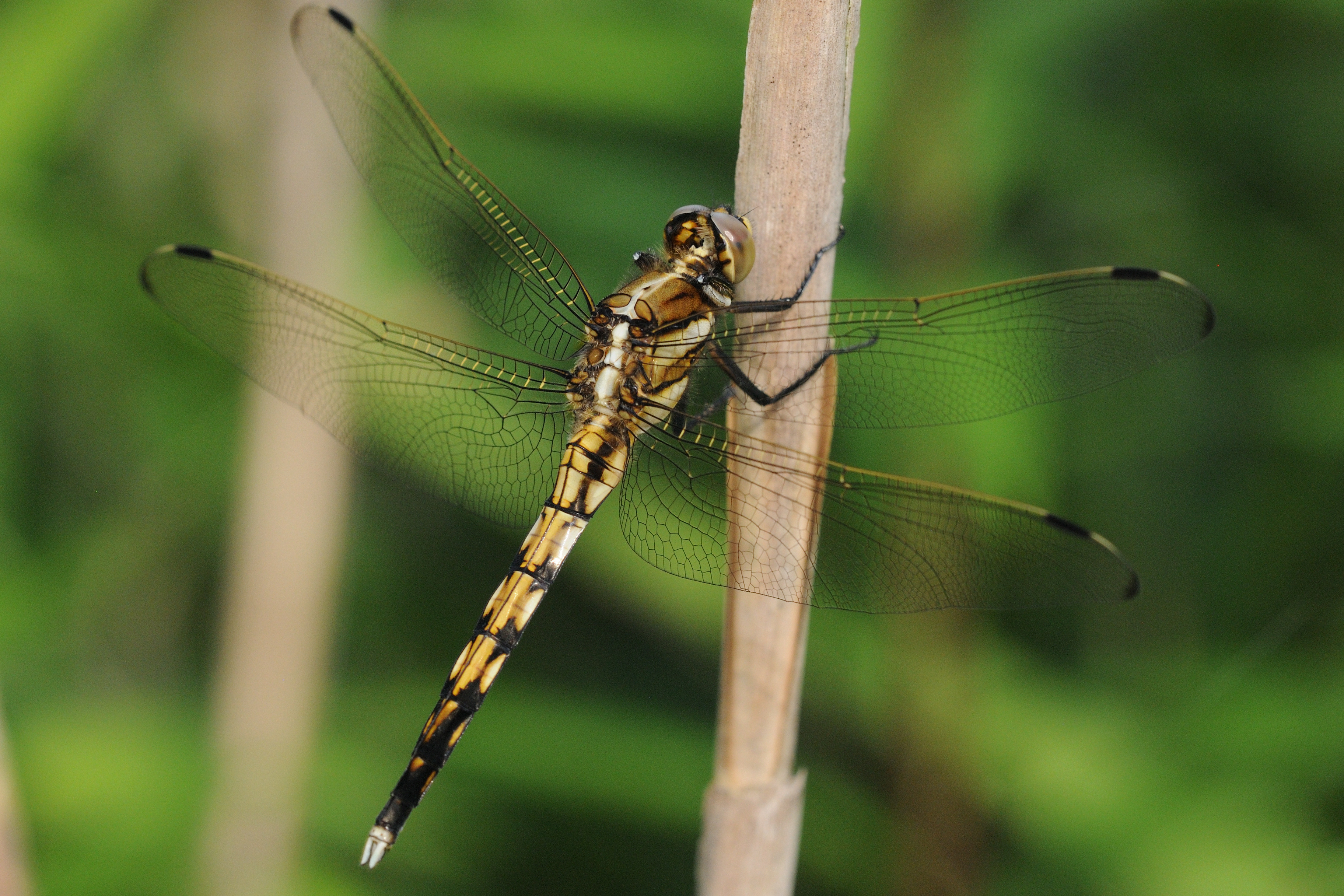
ムギワラトンボ(若いオス)
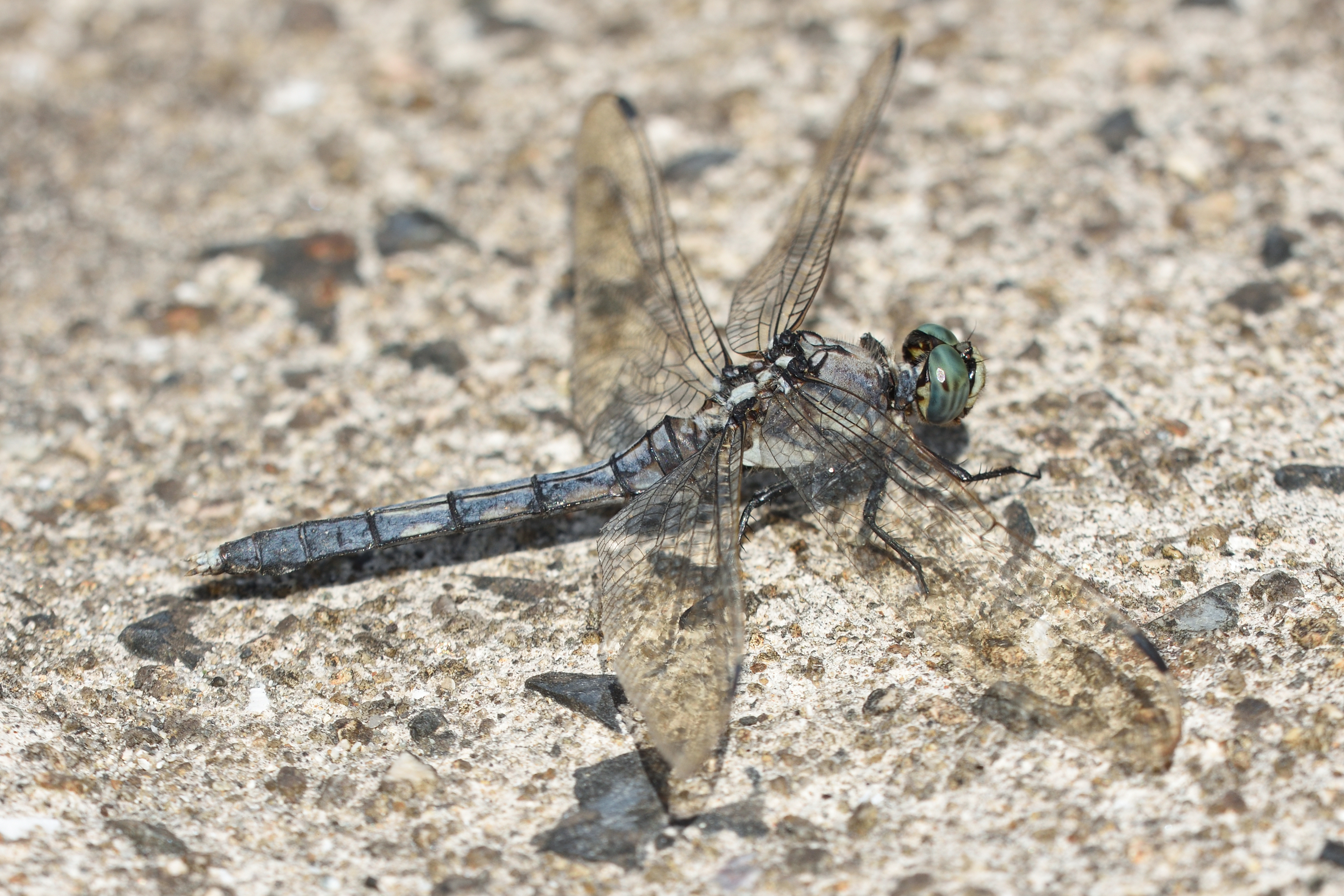
老熟し、全体に粉を吹いたメス

### 幼虫

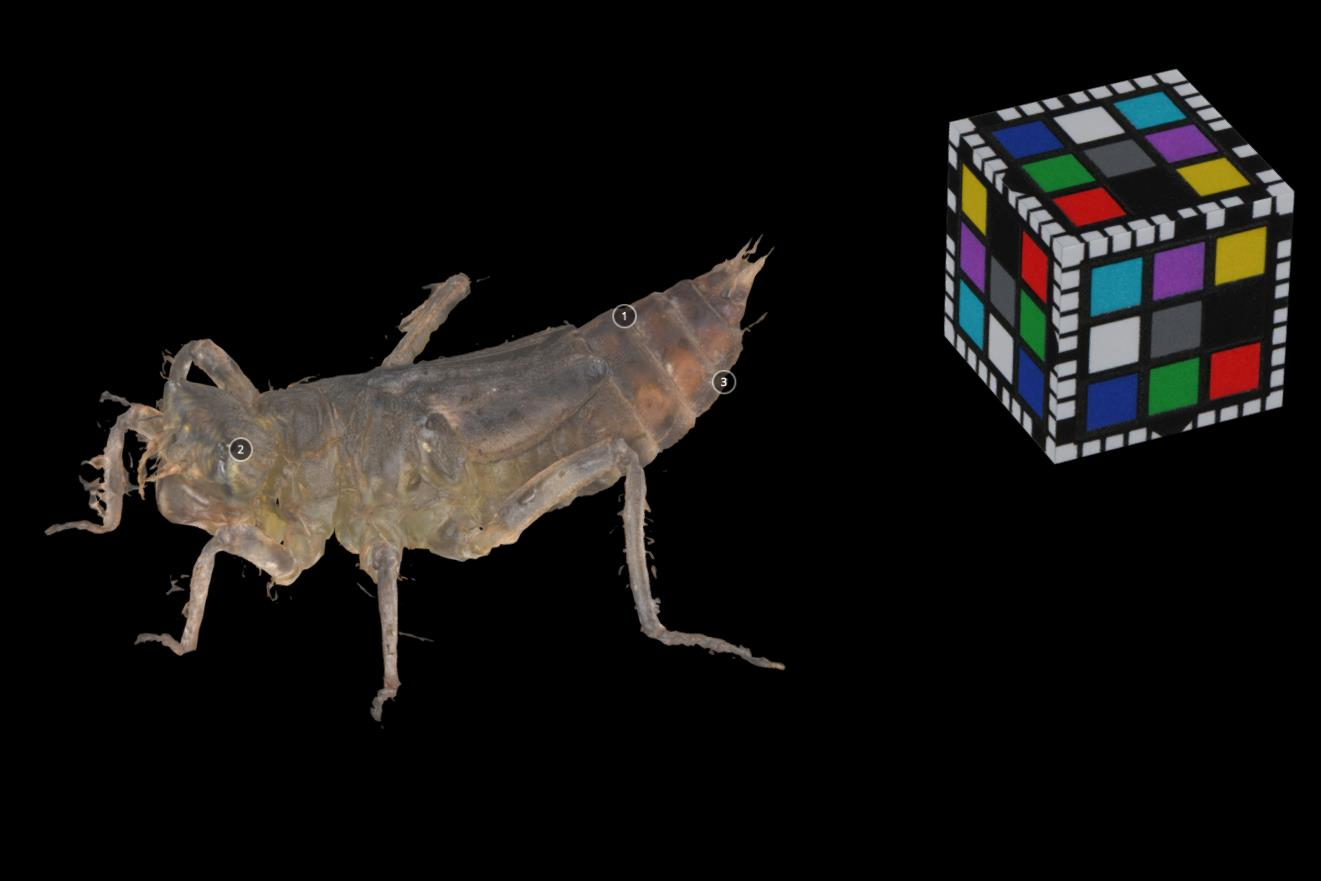
シオカラトンボのヤゴの3Dモデル

終齢幼虫の体長は20-25 mm程度、腹部背面には他のトンボ科のヤゴにしばしば見られる背棘（はいきょく：各節中央にある棘）が全くない。概形は一見オニヤンマの小型のヤゴにも似るが、腮（あご）の合わせ目のギザギザが小さく、手で掴んでもオニヤンマのヤゴのように腹部末端を反り上げて刺そうとするような行動もしない。

## 生態
主として平地から低山地帯までの標高の低い場所に生息し、どちらかと言えば開けた環境を好む。自然の池沼や流れの緩い小河川のほか、水田や公園の池など人工の水域にも住むため、市街地でもよく見られる。他のトンボ同様、成虫・幼虫とも肉食で、小型の昆虫をよく喰う。幼虫は10齢以上を経て羽化するものと推定され、1年に2世代を営むと考えられている。幼虫で越冬し、羽化は春から初秋まで連続的に見られ、水面から出た植物の茎、杭、護岸の壁面などで行われる。本州では4月中旬頃から成虫が現れて10月頃まで見られるが、暖かい沖縄では2月末頃から成虫が出現する。
成熟した雄は縄張りを占有し、草上などに静止して警戒する。交尾は草や地面の上で行われ、その後は雄の警護下で雌が単独で産卵する。この雄の警護は、交尾相手の雌が産卵を終えるまでの間に他の雄と交尾するのを防止する適応的意義が大きいと考えられている。シオカラトンボの雄は多くのトンボと同様に交尾時に前にその雌と交尾した雄の精子が産卵時に受精に与るのを防ぐ操作を行うことが知られているが、カワトンボ類で知られているように貯精嚢内の精子の掻き出しを行うのではなく、奥に押し込むことで出口から遠ざける。
産卵は水面の上にホバリングしながら、腹部末端で水面をノックするようにして行われる。この行動は、平らで光を反射する面に対する反応として行われるため、たまには車のボンネットや、あるいは和室に飛び込んできて畳の面でこれを行うのを見ることがある。

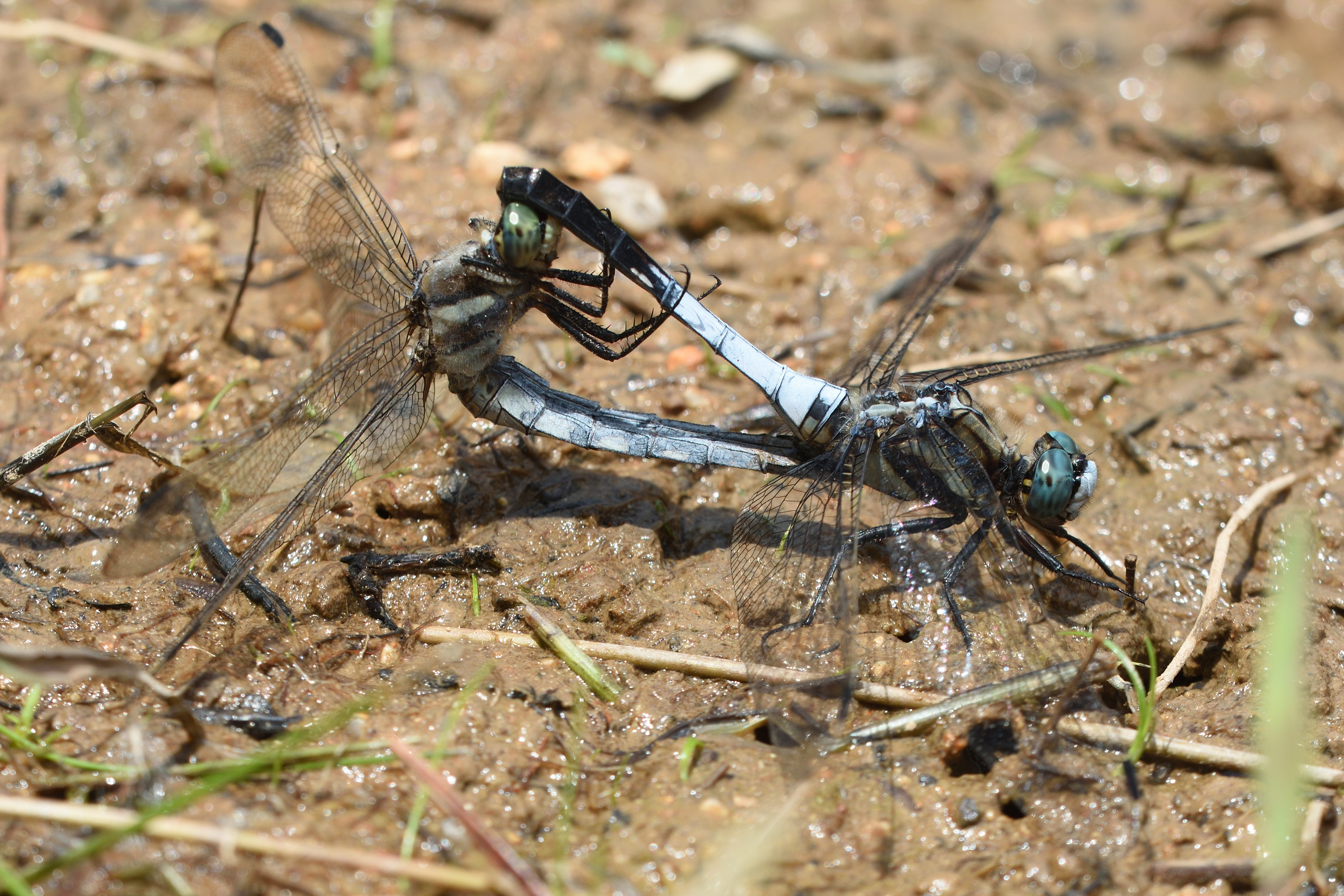
交尾
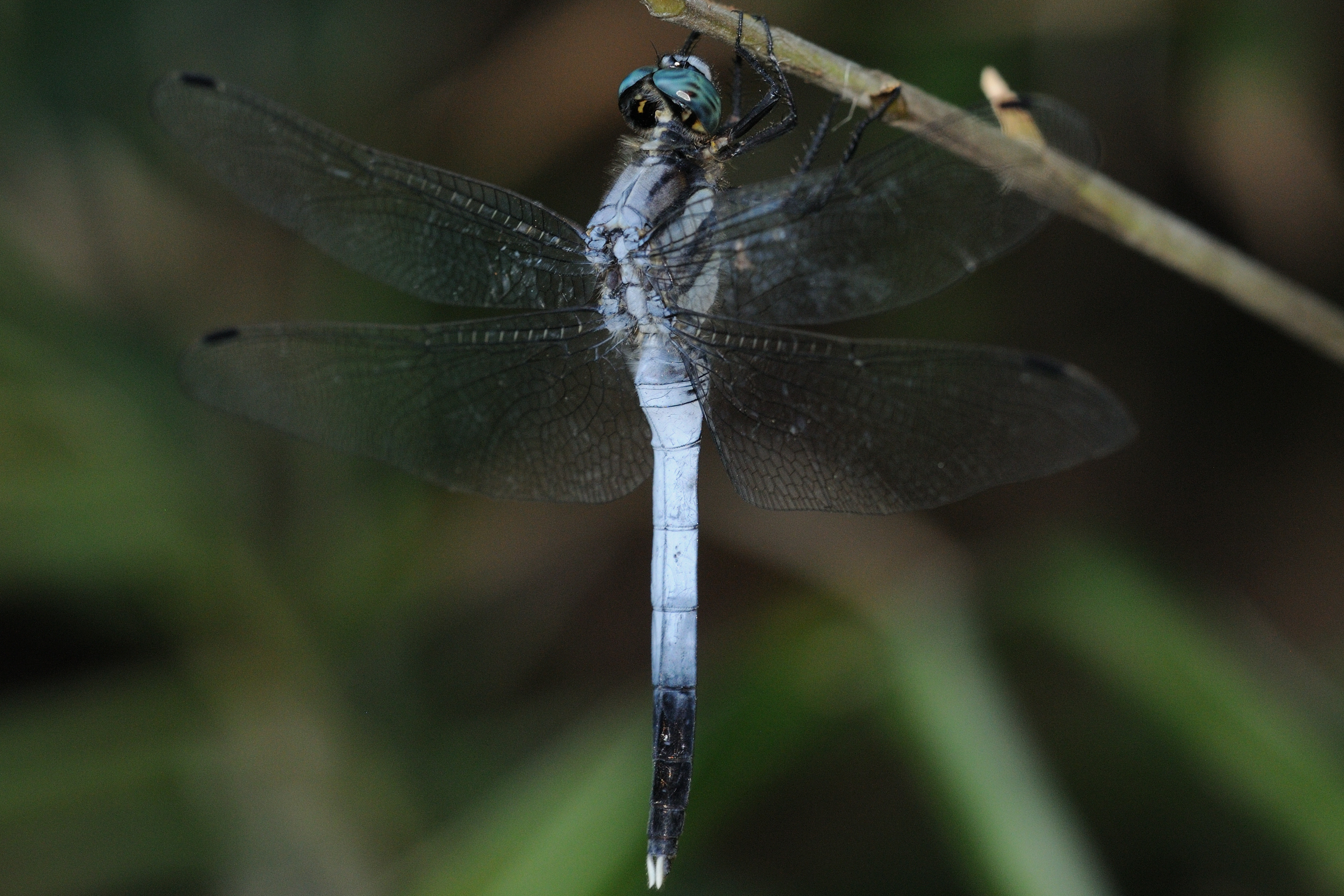
日没後休止するオス

## 分類
種としての Orthetrum albistylum (Selys, 1848) 自体はユーラシア大陸に広く生息し、そのうちヨーロッパなど西方のものを原亜種 O. albistylum albistylum、日本産も含む極東地域のものを別亜種シオカラトンボ O. albistylum speciosum として区別するが、speciosum は albicauda Brauer, 1865 とともに albistylum のシノニムとする考え方（すなわち亜種としてヨーロッパのものと区別するほどの違いはないという考え方）もある。

## シオカラトンボ属

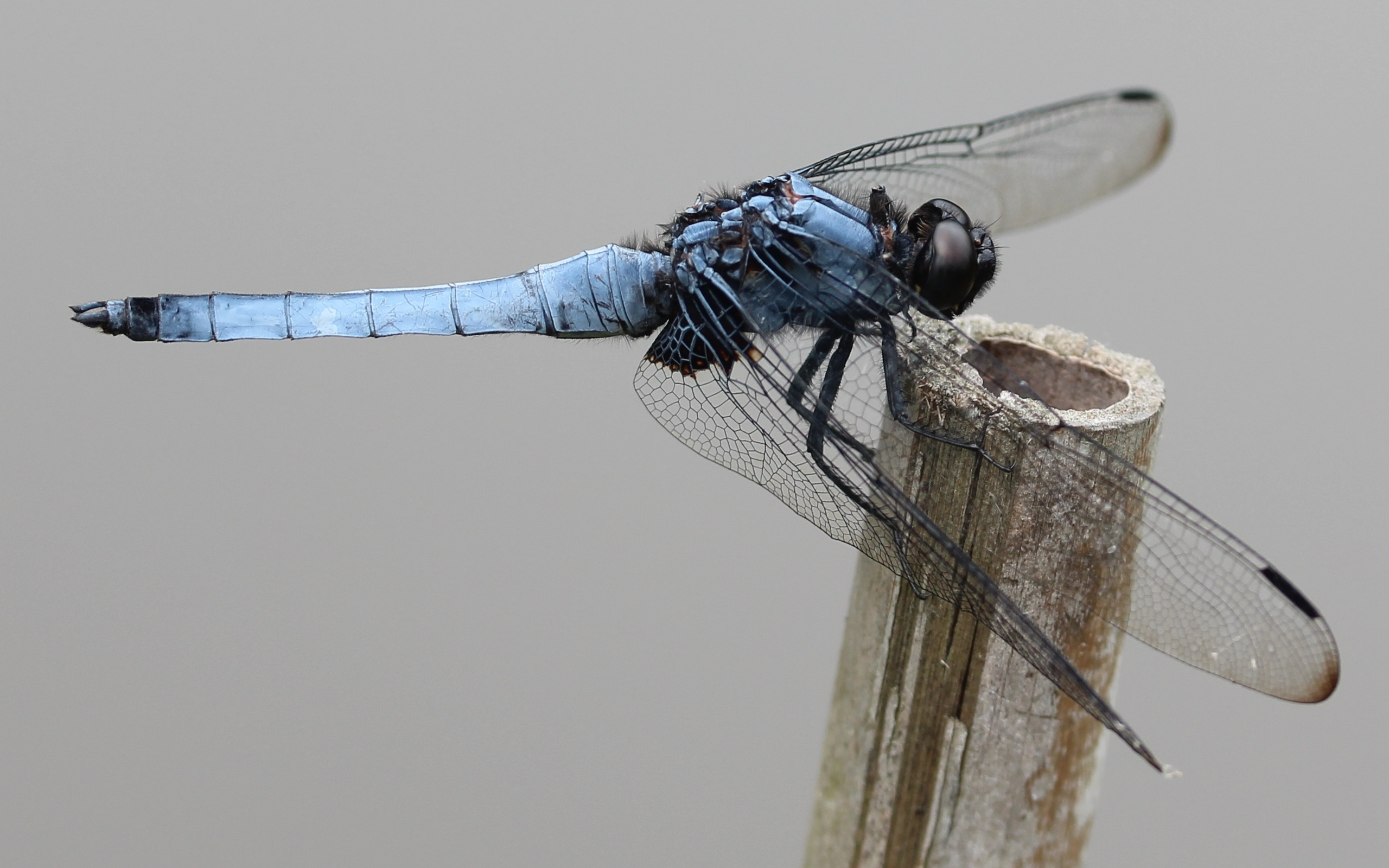
オオシオカラトンボ（オス）
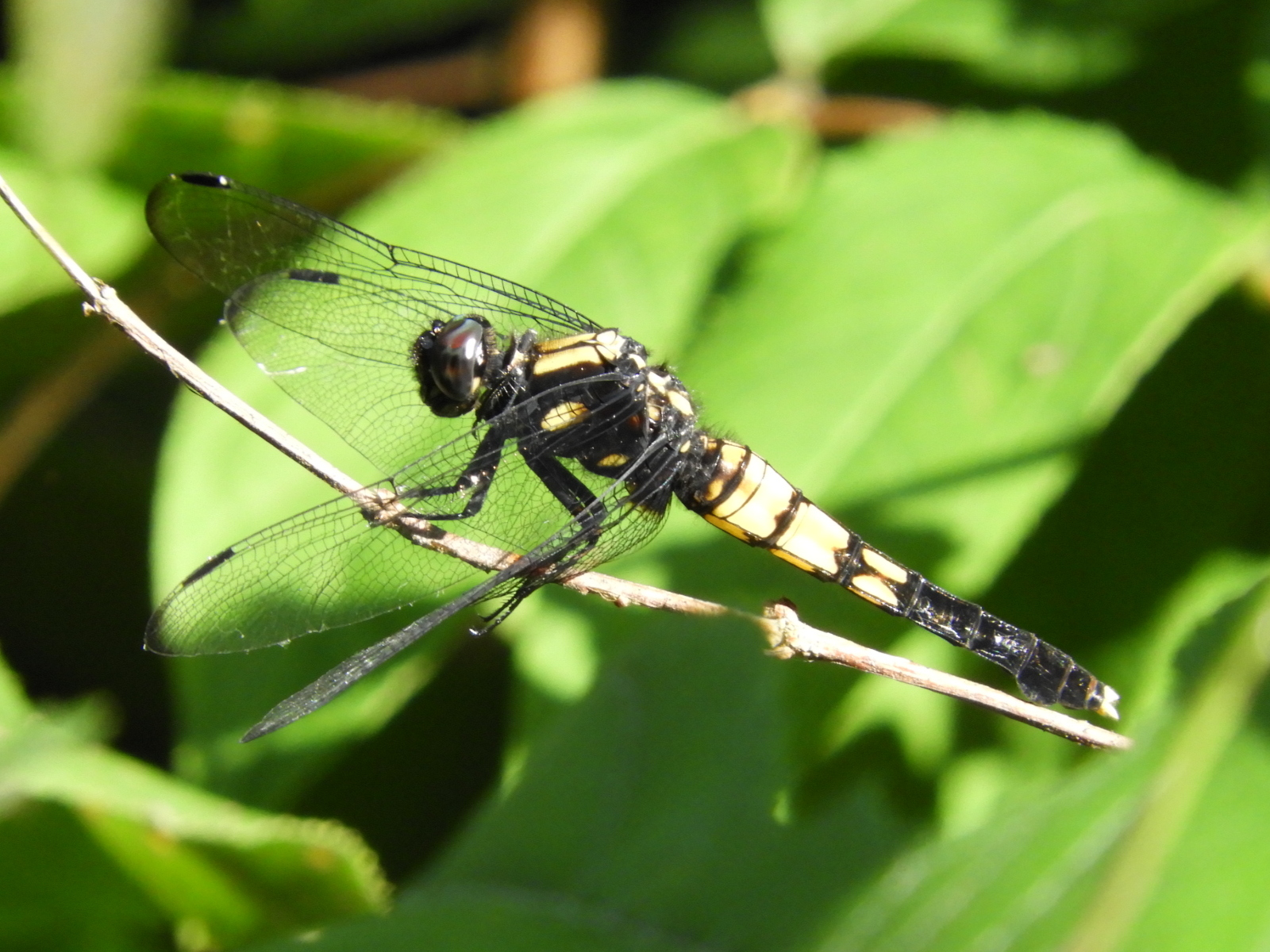
オオシオカラトンボ（メス）
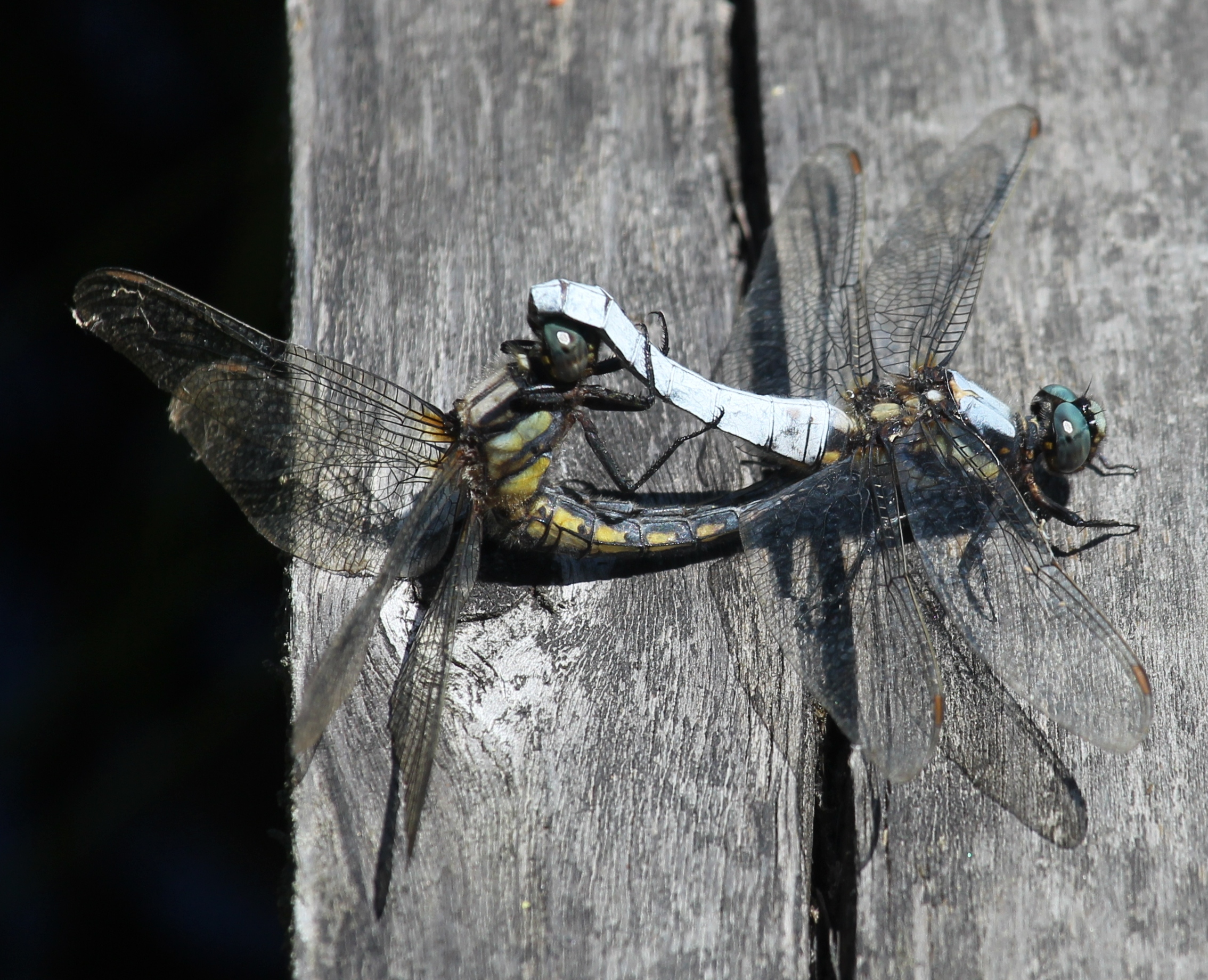
交尾中のシオヤトンボ
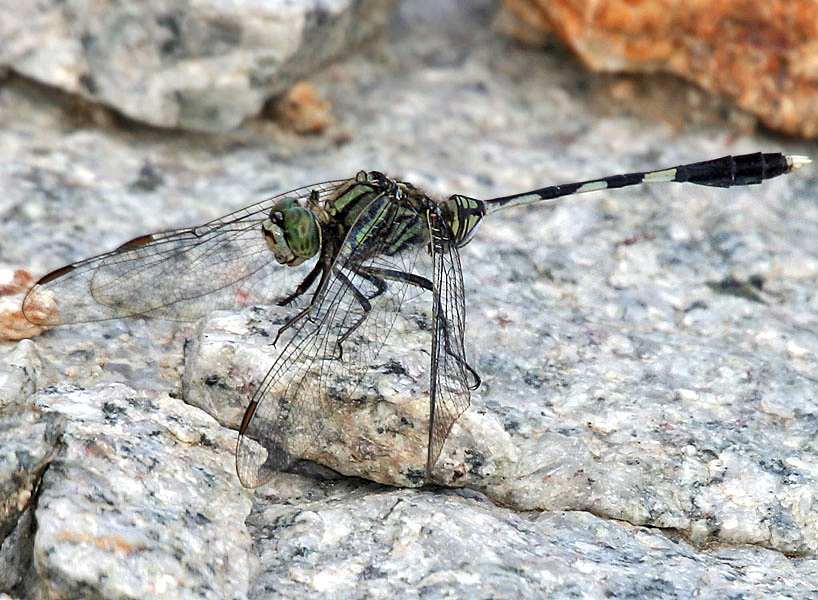
ハラボソトンボ

本種が属するシオカラトンボ属 Orthetrum Newman, 1833 には世界で60種以上の種が知られ、それらはさらに多数の亜種に区別されることが多い。このうち日本に生息するものは以下の9種である（学名アルファベット順）。
シオカラトンボ Orthetrum albistylum speciosum (Uhler, 1858)
日本全土、ユーラシア極東域に分布。
- 1994年（平成6年）1月13日発売の9円普通切手の意匠になった。

タイワンシオカラトンボ Orthetrum glaucum (Brauer, 1865)
日本（屋久島 - 西表島）、中国南部 - インド、フィリピン - パプアニューギニアに分布。
シオヤトンボ Orthetrum japonicum japonicum (Uhler, 1858)
北海道 - 九州に分布。日本の固有亜種。
タイワンシオヤトンボ Orthetrum japonicum ineternum (Mclachlan, 1894)
日本（対馬）、台湾、朝鮮半島 - 中国 - ベンガル - カシミールまで分布。シオヤトンボの大陸亜種。
ホソミシオカラトンボ Orthetrum luzonicum (Brauer, 1868)
日本（南西諸島）、台湾 - マレーシア - アフガニスタンまでの東洋区熱帯域に分布。
ミヤジマトンボ Orthetrum poecilops miyajimaenisis (Yuki and Doi, 1938)
広島県宮島の特産。中国南部に分布する原亜種 O. poecilops (Ris, 1916) から遠く離れて日本の宮島のみにポツンと分布しているが、両者を亜種として分けない考え方もある。
コフキショウジョウトンボ Orthetrum pruinosum neglectum (Rambur, 1842)
日本（八重山列島）、中国南部 - アフガニスタンまでの東南アジア熱帯域に広く分布。
ハラボソトンボ Orthetrum sabina sabina (Drury, 1770)
日本（九州 - 南西諸島）、中国中南部 - 東南アジア - 中近東 - アフリカ、オーストラリアまで分布。
オオシオカラトンボ Orthetrum triangulare melania (Selys, 1883)
日本（北海道南部 - 南西諸島）、中国中南部。東南アジアには別亜種が広く分布。シオカラトンボに次いでよく見られる種。体長50-57 mmとやや大型で、本土のものでは後翅の付け根近くが明瞭な黒褐色に彩られる。
- オオシオカラトンボ（オス）
- オオシオカラトンボ（メス）
- 交尾中のシオヤトンボ
- ハラボソトンボ